# Run Saber
Run Saber là một trò chơi hành động cuộn cảnh màn hình ngang năm 1993, được phát triển bởi Horisoft và được Atlus phát hành cho Super Nintendo Entertainment System. Trò chơi được phát hành ở Bắc Mỹ vào ngày 8 tháng 6 năm 1993 và tại Châu Âu vào năm 1993. Run Saber có tính năng chiến đấu cuộn bên khi hai anh hùng chính, Allen và Sheena chiến đấu để cứu hành tinh. Trò chơi rất giống với Strider, Valis và một số chi tiết của Psycho Dream.

## Trò chơi

Boss này đã thay đổi ngoại hình trong trò chơi do vi phạm hướng dẫn nội dung

Sau khi chọn nhân vật nam Allen hoặc nhân vật nữ Sheena, người chơi được gửi đến năm màn chơi khác nhau quanh một Trái đất giả tưởng. Sheena có ái lực băng, còn Allen có sét. Kurtz là Saber thứ ba, liên kết với lửa và là kẻ thù mà người chơi phải chạm trán nhiều lần.
Người chơi có thể sử dụng đòn chém (đòn tấn công tiêu chuẩn) mà Allen tiến thẳng còn Sheena thì hướng lên, sử dụng cú đá giữa không trung hoặc sử dụng Hyper Bomb (vật phẩm nhặt đặc biệt). Người chơi cũng có thể trèo lên xuống tường và treo mình trên trần nhà. Có một cú nhảy sức mạnh tương tự như Attack Attack của Super Metroid.
Trong mỗi màn chơi (Taj Base, Tong City, Jodvalley, Grey Fac và Bruford), có nhiều boss nhỏ và một boss ở cuối. Những trận chiến này bắt đầu khi một thông báo cảnh báo xuất hiện trên màn hình. Giữa mỗi lần đánh trùm, người chơi phải chiến đấu với kẻ thù và thu thập các gói sức khỏe và tăng cường vũ khí.
Ban đầu, con boss ở cuối cấp Tong City được cho là một phụ nữ nằm nghiêng, tuy nhiên Nintendo cảm thấy điều này vi phạm nguyên tắc nội dung của họ vì họ không muốn mô tả hoặc tham chiếu bạo lực đối với phụ nữ trong trò chơi của họ. Do đó, người phụ nữ đã được đổi thành một xác chết và được chấp thuận.

## Cốt truyện
Nhiều năm sau khi Trái đất bị ô nhiễm quá mức và tài nguyên dần cạn kiệt, một nhà khoa học nhanh chóng đưa ra một giải pháp: một thứ hóa chất mới để đảo ngược tác động của ô nhiễm. Khi người dân định cư trong không gian để tránh ô nhiễm, hóa chất mới được phóng vào bầu khí quyển bằng tên lửa, sau đó nó phát nổ và phát tán hóa chất. Tuy nhiên, hóa chất bắt đầu biến đổi khủng khiếp đến bất ngờ và tất cả mọi người đều bị nhiễm. Nhà khoa học hiểu được tác dụng của hóa chất và sử dụng những người bị đột biến làm lính của mình để thống trị Trái đất.
Hy vọng duy nhất của loài người là một vũ khí mới được gọi là Project Saber, ba cyborg được cải tiến về mặt di truyền đến mức siêu nhiên. Kurtz, Saber đầu tiên, gặp trục trặc và trốn thoát đến Trái đất trước khi dự án hoàn thành. Những Sabers còn lại, Allen và Sheena, được phái đi để tiêu diệt nhà khoa học và mối đe dọa đột biến chiến binh của ông ta, và để vô hiệu hóa Kurtz nếu có thể.